# Rue de la Cosarde
La rue de la Cosarde est une voie de communication de L'Haÿ-les-Roses dans le Val-de-Marne. Elle suit le tracé de la route départementale 160.

## Situation et accès
Elle commence son tracé à la limite de Bourg-la-Reine, dans l'axe de la rue de Bièvre.
Se dirigeant tout d'abord vers l'est, elle bifurque vers la sud à la hauteur du croisement de la ruelle de la Cosarde. Elle se termine alors au droit de l'avenue Larroumès et de la rue Jean-Jaurès.

## Origine du nom

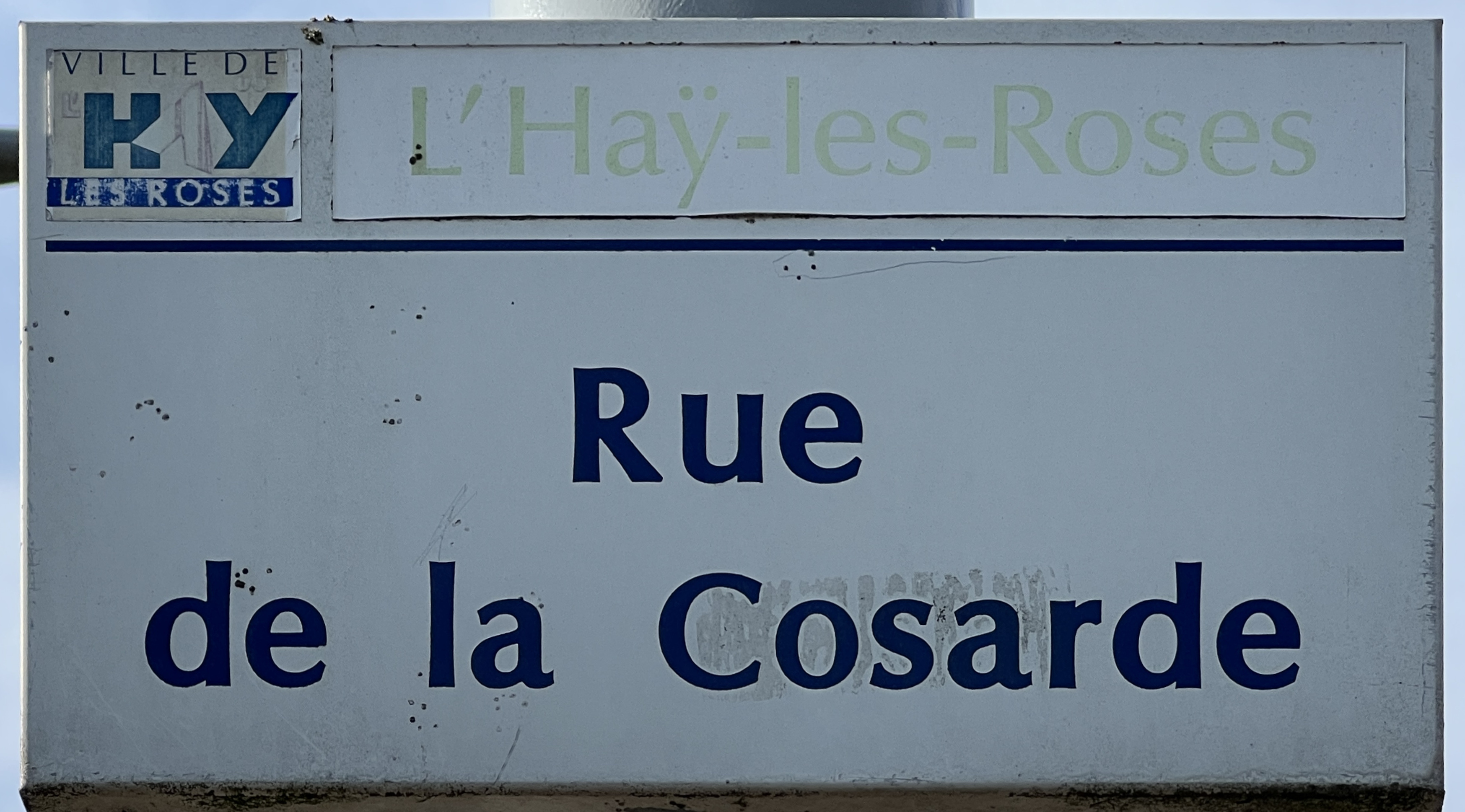
Plaque Rue de la Cosarde.

L'origine de cet odonyme n'est pas connue. Il s'agit toutefois, probablement, d'un lieudit.

## Historique
Elle franchissait autrefois la Bièvre par un pont, aujourd'hui disparu.
Il s'agissait du chemin vicinal no 2.
Le 3 mai 1944, Élie Penot, chef de section des Francs-Gardes de la Milice, fut abattu à l'angle de la rue Jean-Jaurès. Son assassin ne fut jamais retrouvé.